# Frederik Bernard Albinus
Frederik Bernard Albinus (auch: Friedrich Bernhard Albinus; * 20. Juni 1715 in Leiden; † 23. Mai 1778 ebenda) war ein niederländischer Mediziner.

## Leben
Frederik Bernard Albinus war der jüngste Sohn von Bernhard Friedrich Albinus. Er studierte an der Universität Leiden Philosophie, Mathematik und Botanik bei Willem Jacob ’s Gravesande (1688–1742) und Adrianus van Royen (1704–1779). Medizinische Studien betrieb er bei Herman Boerhaave, Hermannus Oosterdijk Schacht (1672–1744), Hieronymus David Gaub (1705–1780) und seinem Bruder Bernhard Siegfried Albinus. Nach seinem Studium in Leiden reiste er nach Paris, wo er sich mit Chirurgie, Geburtshilfe und den chemischen Wissenschaften, so unter anderem bei Jakob Benignus Winslow (1669–1760) beschäftigte und diese Studien in London fortsetzte.
Zurückgekehrt in die Heimat, promovierte er unter seinem Bruder am 22. Dezember 1740 zum Doktor der Philosophie und Medizin in Leiden. Danach war er als praktischer Arzt in Amsterdam tätig, wo er seine praktischen Fähigkeiten weiterentwickelte. Um seinen Bruder zu unterstützen, erhielt er am 9. August 1745 eine Berufung als Dozent der Chirurgie und Heilkunde an der Universität Leiden, welches Amt er am 20. Oktober mit der Rede de Amoenitatibus anatomicis antrat.
Am 6. Dezember 1747 wurde er Professor der Chirurgie, welches Amt er am 28. Juni 1748 mit der Rede de Causis dissensionum inter Anatomicos antrat. In Leiden hatte er sich auch an den organisatorischen Aufgaben der Hochschule beteiligt und war 1755 sowie 1767 Rektor der Alma Mater.
Nach dem Tod seines Bruders wurde ihm dessen Professur der Physiologie am 1. Oktober 1770 übertragen, welche Stelle er am 30. April 1771 mit der Rede de Ambulatione, eaque utili, et necessaria et jucunda antrat.
Nach seinem Tod hinterließ er eine umfangreiche Sammlung an medizinischen Instrumenten der Leidener Hochschule. Als fähiger Lehrer war unter anderem Eduard Sandifort (1742–1814) sein Schüler. Hervorragend trat er auch in seinen Schriften der Tendenz auf, die Struktur der Körpergewebe als Begründung ihrer physiologischen Leistungen darzulegen (Libellum de natura hominis = frei deutsch übersetzt: Beschreibung der menschlichen Natur), eine Richtung, auf die sein Bruder Bernhard Siegfried größten Einfluss ausgeübt hat.

## Werke
- De meteoris ignitis. 1740 (PDF).
- De Amoenitatibus Anatomicis.
- De causis dissensionum inter Anatomicos.
- De ambulatione, caque utili, et necessaria et jucunda.
- Libellus de natura hominis. Leiden 1775.